# Michael Poladjan

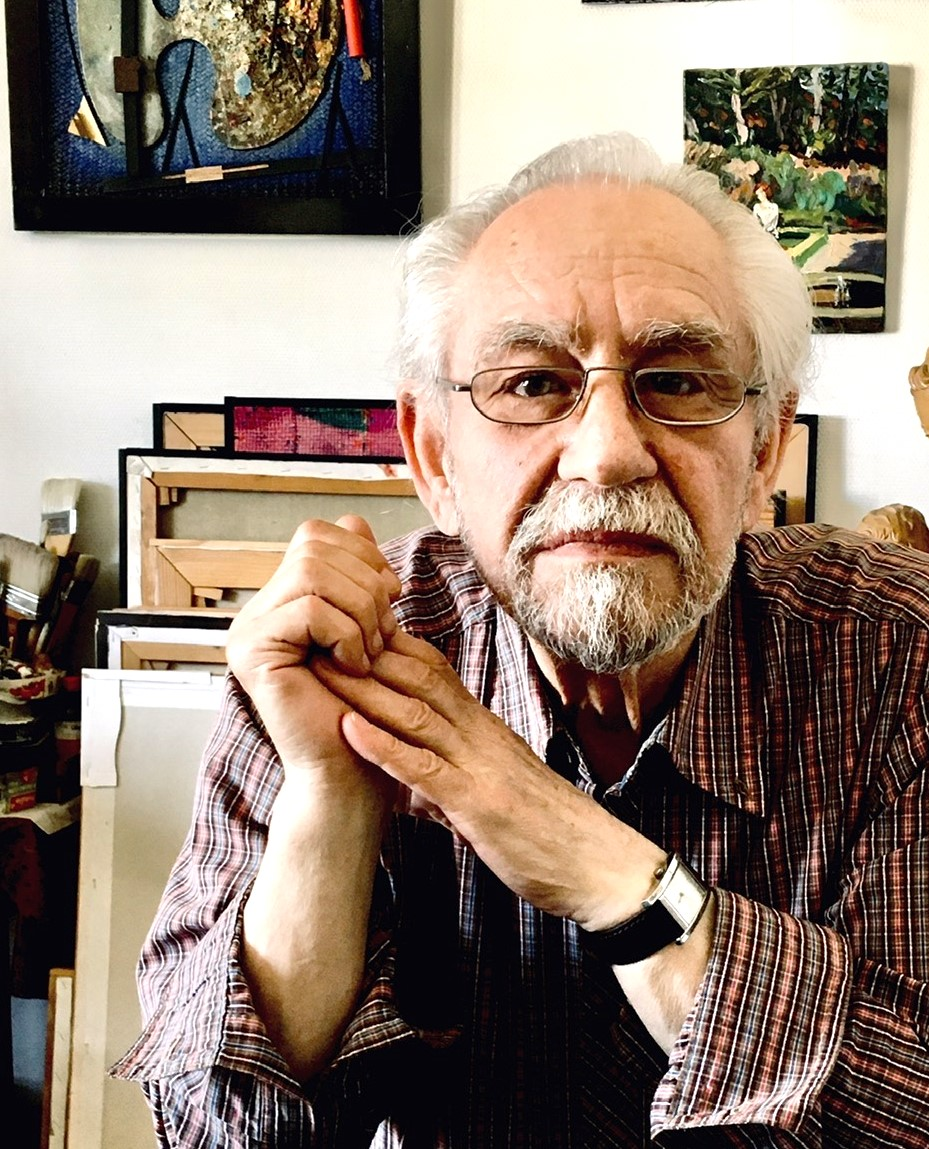
Michael Poladjan, 2022

Michael Poladjan (russisch Михаил Поладян; * 1938 in Moskau) ist ein freier Künstler.

## Leben
Michael Poladjan studierte an der Kunstakademie Moskau, wo er 1965 seinen Diplomabschluss erhielt. Anschließend absolvierte er eine weitere Ausbildung zum Bühnenbildner und künstlerischen Gestalter für Theater, Film und Fernsehen, die er 1967 ebenfalls mit einem Diplom abschloss. 1977 emigrierte er in die BRD, wo er seitdem als freier Künstler arbeitet.
Michael Poladjan nahm an Gruppenausstellungen in Moskau, London, New York, Paris, Sofia, Sankt Petersburg, Jerewan, Berlin, Bonn, Düsseldorf, Hamburg, Heidelberg, Kiel, Köln, Mannheim, München, Nürnberg, Stuttgart und Tübingen teil. Seit 1983 sind seine Werke regelmäßig auf Einzelausstellungen in München zu sehen. Einzelausstellungen hatte Michael Poladjan auch im Ausland, etwa in Armenien und in Italien.
Werke von ihm sind u. a. im Staatlichen Russischen Museum in Sankt Petersburg, im Museum für Moderne Kunst in Moskau, in der Nationalgalerie Armeniens in Jerewan, im Paradschanow-Museum in Jerewan und im Armenischen Patriarchats-Museum in Etschmiadsin ausgestellt. In Deutschland befinden Werke von ihm u. a. im Museum am Dom in Würzburg.
1986 wurde er mit einem biographischen Eintrag in das „Allgemeine Lexikon der Kunstschaffenden in der bildenden und gestaltenden Kunst des ausgehenden XX. Jahrhunderts“ aufgenommen. Er ist Mitglied im Berufsverband Bildender Künstler Deutschland und Dozent an der Schwanthaler Kunstschule in München.
Seine Tochter Katerina (* 1971) ist eine erfolgreiche Schriftstellerin in Deutschland.